# Stara Syniava (huyện)
Huyện Stara Syniava (tiếng Ukraina: Старосинявський район, chuyển tự: Stara Syniavas’kyi raion) là một huyện của tỉnh Khmelnytskyi thuộc Ukraina. Huyện Stara Syniava có diện tích 662 kilômét vuông, dân số theo điều tra dân số ngày 5 tháng 12 năm 2001 là 24950 người với mật độ 38 người/km2. Trung tâm huyện nằm ở Stara Syniava.